# Унгарска кухня
Унгарска кухня (на унгарски: Magyar konyha) е общото название на кухнята на унгарската нация, както и на етническата група на маджарите. Унгарската кухня се основава предимно на ястия от месо, сезонни зеленчуци, плодове, хляб, сирене и мед. Рецептите са формирани в продължение на векове, с традиции в овкусяването и изградени методи и техники за приготвяне.

## Характеристики
Унгарците особено обичат техните супи, десерти и сладкиши, пълнени палачинки (palacsinta) като има съперничество между регионалните варианти на едно и също ястие, като например унгарската люта рибна супа, наречено „рибарска супа“ (halászlé), която се приготвя по различен начин на двата бряга на реките Дунав и Тиса.
Други известни унгарски ястия са тези, приготвени с чушки (например яхния с червени чушки), популярните „nokedli“ (малки пелмени), традиционният гулаш, палачинки „Gundel“ (палачинки, намазани с тъмен шоколад и сос на основата на орехи) и торта „Добош“ (на унгарски – Dobos, представляваща блатове от шоколад, маслен крем, и покрити с тънък слой карамел).
Два забележителни елементи от унгарската кухня, са различните варианти на зеленчукови ястия, наречен „főzelék“, както и различни видове студени плодове супи (като студена супа от вишни, на унгарски – hideg meggyleves).
Месните яхнии, гювечите, пържолите, печено свинско месо, ястия с говеждо, пилешко, агнешко, както и световноизвестните унгарски салами (на унгарски – kolbász), са основна част от унгарската кухня. Смесването на различни видове месо е традиционна черта на унгарската кухня. При гулаша, пълнени чушки, приготвяне на ястие със зеле, пълнени или печени на скара, може да се комбинира говеждо и свинско месо, а понякога и овче месо. В много месни ястия могат да се добавят плодове, като например сливи и кайсии.
Унгарската кухня притежава различни видове спагети и кнедли, ястия с картофи и ориз, които често служат и като гарнитура към основните ястия. Унгарската кухня използва голямо разнообразие от сирена, но най-често използваното е така нареченото „Turo“ (вид прясно сирене), крема сирене, овче сирене (juhturó), сирена Ементал, Едам и унгарското сирене „Trappista“.

## Подправки
Унгарските ястия често се пикантни, тъй като лютият червен пипер е основната подправка. Унгарската кухня се отличава от останалите кухни в Европа, точно по използваните подправки. Освен лютият червен пипер, широко се използва сладкият червен пипер. Комбинацията от червен пипер, мас и червен лук е типична за Унгарска кухня, както и използването на гъста сметана, наречена „tejföl“.
Освен различни видове пипер и лук (сурови, леко задушени или карамелизирани), други източници на аромат са: чесън, черен пипер, магданоз, бял пипер, копър, кимион (семена или корени), риган, мащерка, горчица (готова), естрагон, оцет, чубрица, керевиз, лимонов сок, бадеми, ванилия, макови семена и канела. Други подправки които се използват са: кориандър, розмарин, плод от хвойна, анасон, босилек, бахар, хрян, карамфил и индийско орехче.

## История
Унгарска кухня е повлияна от историята на маджарите. Значението на животновъдството за тези племена, както и номадския начин на живот, правят задължително присъствието на месо, в почти всички унгарски храни. Приготвянето на традиционните месни ястия, като гулаш, яхния „pörkölt“ и рибарската супа, могат все още да бъдат забелязани да се приготвят върху открит огън, в специален котел (bogrács), така както са били приготвяни преди стотици години.
През XV век, крал Матияш Корвин и неговата жена Беатрис (родом от Неапол), повлияни от културата на Възраждането, въвеждат нови съставки и подправки като чесън, джинджифил, индийско орехче, шафран, лук, както и употребата на някои плодове при варенето или готвенето на месо. Някои от тези подправки (джинджифил и шафран), вече не се използват в съвременната унгарска кухня.
По това време, както и по-късно, значителен брой саксонци (немска етническа група), арменци, италианци, евреи и сърби се заселват в унгарските земи, както и в района на Трансилвания. Елементи от древната турска кухня са били възприети по време на Османската епоха, под формата на сладкиши и бонбони (например различни видове „Nougats“, бяла нуга, наречена „törökméz“, различни турски сиропирани сладкиши), турско кафе, торта „bejgli“, ястия като ориз пилаф (Трансилвания), месни и постни ястия с патладжан (салати и мезета), пълнени чушки и зелеви ястия, наречени „töltött káposzta“.
Унгарска кухня е повлияна и от австрийската кухня, когато страната е част от Австро-унгарската империя. Ястия, както и методи на приготвяне на храни, често са силно повлияни от австрийската кухня. Тортите и сладкишите в Унгария показват силно немски-австрийско влияние.
Съвременната унгарска кухня е уникален синтез от многовековните традиции на древните азиатски племена, чийто кулинарни елементи се смесват с германски, италиански, и славянски елементи. Унгарската кухня може да се разглежда като смесица от кулинарните традиции на континента.

## Ястия

### Закуска
Хората в Унгария обикновено са свикнали да имат богата закуска. Традиционната унгарска закуска представлява отворен сандвич, с пресен или препечен хляб, но включва още: масло, различни сирена, сметана, сирене „Turo“, колбаси като шунка, „Veres Hurka“ (колбас подобен на кървавица), черен дроб пате (наречен „májkrém“ или „kenőmájas“), бекон, разкошни и многообразни унгарски салами, говежди език и различни колбаси (kabanos, beerwurst). Сервират се яйца (пържени, бъркани или варени), френски тост (наречен bundáskenyér), както и многообразие от зеленчуци (чушки, домати, репички, краставица), също са част от унгарската закуска. Понякога на закуска се сервира чаша мляко, чай или кафе с кроасани или щрудел с мармалад или мед, корнфлейкс и мюсли с плодове. Децата много харесват пудинг от ориз (tejberizs), гарниран с какао на прах и захар. Топли напитки като цяло са предпочитани за закуска.
„Villásreggeli“ (буквално закуска с вилица) е по-голяма и луксозна закуска, която се дава при специални поводи или празници. Често гостите са специално поканени. Сервират се яйца, студена пържола, студени салати, сьомга, палачинки, хайвер, гъши дроб, плодови салати, компоти, плодови кисели млека, плодови сокове, шампанско, сладкиши и торти.

### Обяд
Обядът е основното хранене през деня, обикновено се предлагат няколко ястия. Студени или горещи предястия могат да се поднасят понякога едновременно (например риба, яйца или черен дроб), след това следва супа.
Супата е последвана от едно основно ястие, което съдържа включително месо и/или зеленчуци, гарнитура и салата. Основното ястие е последвано от десерт, който обикновено включва сладкиши, плодове, сладолед и др. В Унгария често се сервират палачинки като основно ястие, а не като закуска или десерт. Салатата често е просто нарязани домати, краставици и лук, или просто нарязани тънки шайби краставица, поляти с дресинг от сос винегрет. Салати като салата „Оливие“ или картофена салата са направени от сварени картофи, зеленчуци, твърдо сварени яйца, гъби, пържено или варено месо (или риба), сос винегрет и майонеза. Тези салати се консумират като предястие, мезе или дори като основно ястие.

### Следобедна закуска
В Унгария често хората (особено децата), консумират лека храна следобед (следобедна закуска, наречена uzsonna), която обикновено е просто сандвич.

### Вечеря
Вечерята е далеч по-малко значима от обяда. Тя може да бъде подобна на закуска, обикновено сандвич, кисело мляко или „Virsli“ (подобен на хотдог), по-рядко торта, палачинки (palacsinta), или се състои от само едно ястие.

## Унгарски традиционни ястия

### Супи и яхнии
| Име                  | Снимка | Регион | Описание |
| -------------------- | ------ | ------ | --- |
| Borleves             |        |        | винена супа |
| Гулаш                |        |        | приготвя се от говеждо месо, лук, червени чушки и червен пипер, а името идва от унгарското „gulyás“, от „gulya“ – „кравар“ |
| Супа Гулаш           |        |        | Вариант на Гулаша – супа                                                                                                   |
| Фьозелек             |        |        | нярязани наедро и задушени зеленчуци яхния                                                                                 |
| Рибарска супа        |        |        | традиционна люта рибна супа                                                                                                |
| Супа с вишни         |        |        | студена вишнева супа |
| Пилешка супа         |        |        | бистра пилешка супа със зеленчуци и тестени изделия наречени „csipetke“                                                    |
| Jókai bableves       |        |        | боб чорба, кръстена на името на автора ѝ Mór Jókai                                                                         |
| Лечо                 |        |        | смесена зеленчукова яхния , подобна на румънската гозба „ghiveci“ или на българският гювеч                                 |
| Palócleves           |        |        | ястие, носещо името си от етническата група „Palóc“, живеещи в Североизточна Унгария                                       |
| Pörkölt              |        |        | задушено месо в гъст сос с основна подправка червен пипер, подобно на рагу                                                 |
| Köménymagleves       |        |        | супа от семена на ким |
| Székelygulyás        |        |        | Гулаш яхния, направена с кисело зеле и няколко вида месо                                                                   |
| Гулаш с пилешко месо |        |        | наричан Csirkepaprikás (а яхния с много сладък червен пипер, течна или заквасена сметана, наречена „tejföl“)               |
| Paprikás krumpli     |        |        | яхния, базирана на червени пиперки, с пикантен колбас и картофи                                                            |
| Vadgombaleves        |        |        | супа с диви гъби |